# Igreja da Imaculada Conceição (Baku)
A Igreja da Imaculada Conceição da Virgem Maria (em azeri:  Müqəddəs Bakirə Məryəm kilsəsi) é uma igreja católica localizada em Baku, capital do Azerbaijão.
O templo original, então chamado Igreja da Imaculada Conceição da Santíssima Virgem Maria (em polonês/polaco:  Kościół Niepokalanego Poczęcia Najświętszej Maryi Panny; em russo:  Храм Непорочного Зачатия Пресвятой Девы Марии; em azeri:  Müqəddəs Bakirə Məryəmin Məsum Hamiləliyi şərəfinə kilsə), que existiu entre 1915 e 1931, foi destruída pelo governo comunista da União Soviética, país ao qual pertencia o Azerbaijão à época.
Em 2006, uma nova igreja com o mesmo nome foi reconstruída em um local diferente de Baku. Em 29 de abril de 2007, ela foi consagrada pelo Núncio Apostólico do Cáucaso, monsenhor Claudio Gugerotti.

## História

### A igreja velha
A comunidade católica de Baku foi reconhecida como uma paróquia independente em 1882, sendo sucessora da paróquia de Tetritsqaro, localizada na Geórgia. A igreja de cinquenta metros de altura foi construída como um lugar de culto principalmente para os poloneses que residiam em Baku (então parte do
Império Russo), onde inicialmente tinham de realizar as missas nas casas de paroquianos.

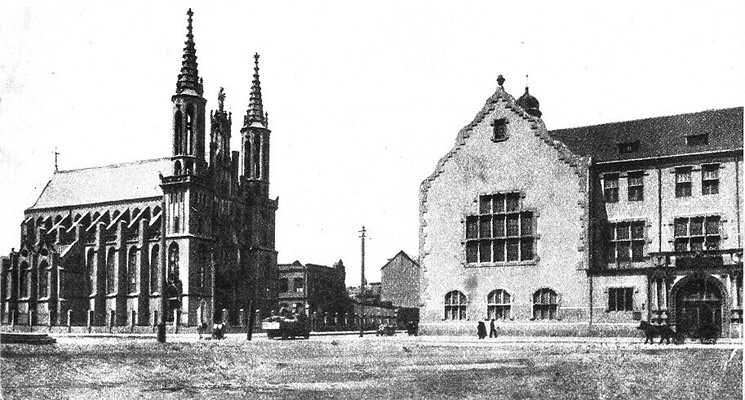
A antiga Igreja da Santíssima Imaculada Conceição da Virgem Maria (à esquerda) em Baku, antes de sua destruição pelo governo comunista soviético.

Foi solicitada autorização legal para a construção de uma igreja. Mesmo com a autorização dada em 1894, a construção não foi possível até 1909, devido à falta de dinheiro. A única fonte de financiamento foram doações de fiéis, que consistiam principalmente em famílias de renda média e baixa. O engenheiro civil Józef Płoszko e o empreiteiro Haji Gasimov estavam no comando do projeto. A igreja foi construída em estilo neogótico. Como resultado da campanha antirregiliosa na União Soviética, entre 1928 e 1941, a igreja foi destruída. Em 1937, o padre desta paróquia foi enviado a um campo de trabalhos forçados, onde morreu um ano depois.

### A igreja nova

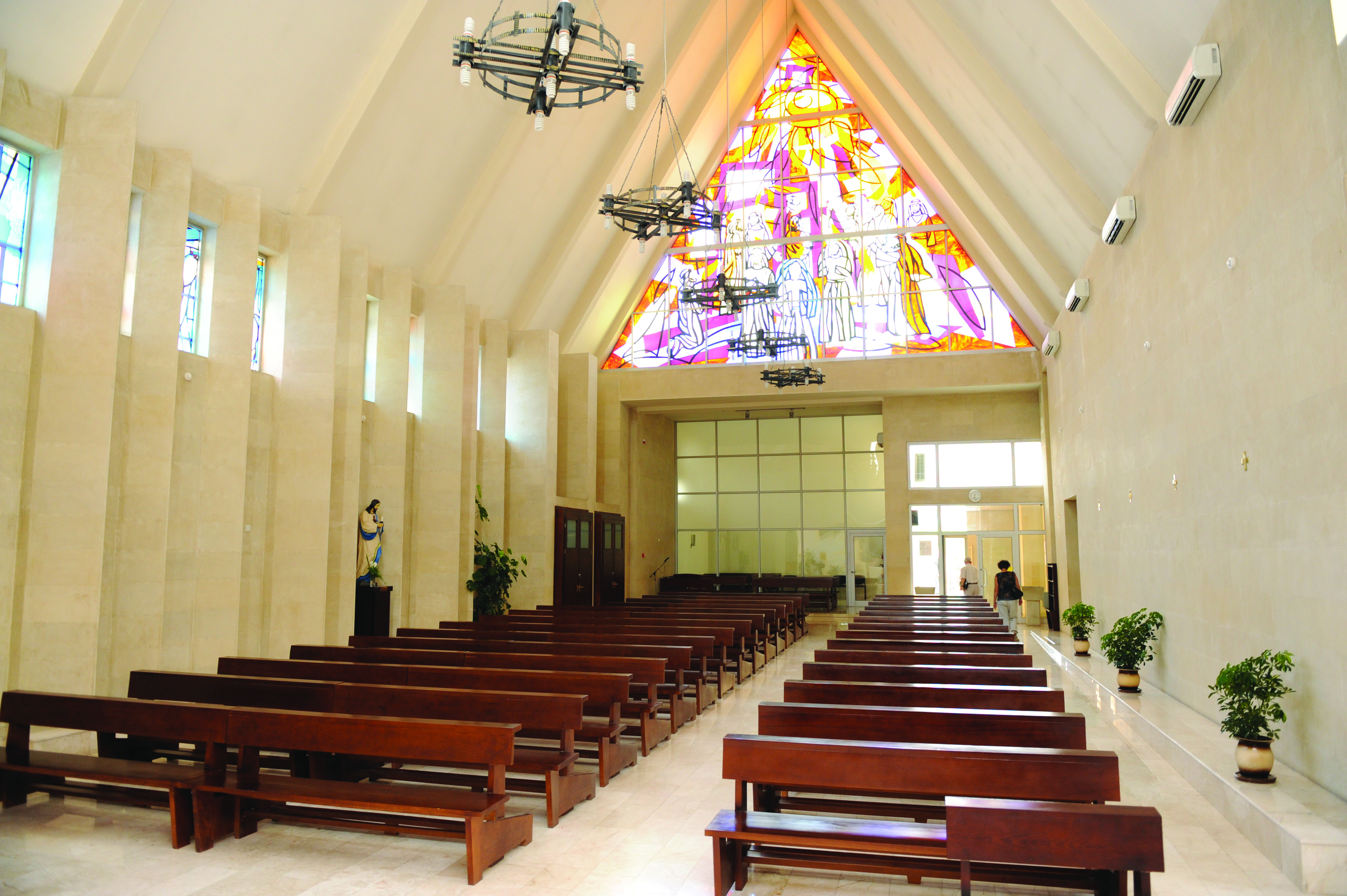
Interior da igreja nova

Em 1997, a comunidade católica de Baku foi restabelecida. Após a visita de São João Paulo II para o Azerbaijão, em 2002, foi cedido um terreno para a construção uma nova igreja. A pedra angular da nova igreja foi abençoada por João Paulo II. A nova Igreja de Nossa Senhora da Imaculada Conceição foi construída em 2006, em um local diferente de Baku, projetada pelo arquiteto italiano Paolo Ruggiero. O estilo do edifício é neogótico e em alguns aspectos lembra a fachada da igreja original. A igreja foi projetada para ter um centro pastoral e uma residência para os padres. A imagem da Virgem Maria foi confeccionada por escultores locais, e posta sobre a entrada da Igreja, que tem acomodação para 200 pessoas sentadas. Os sinos da igreja foram um presente de Lech Kaczynski, então Presidente da Polônia. Em 29 de abril de 2007, o Núncio Apostólico do Cáucaso, monsenhor Claudio Gugerotti, administrou o rito de consagração da Igreja. A igreja foi também dedicada, em 7 março de 2008, pelo cardeal Tarcisio Bertone.